# 三体 (动画)
《三体》是改编自作家刘慈欣创作的系列长篇科幻小说《三体》，由bilibili、三体宇宙及艺画开天联合出品，艺画开天参与制作的中國網路科幻動畫影集。
该动画原定于2022年12月3日在bilibili播出，但因江泽民去世而延期至2022年12月10日，首播兩集，全劇共15集。

## 播放平台
| 頻道     | 所在地   | 日期                         | 时间            | 備註    |
| Bilibili | 中国大陆 | 2022年12月10日-2023年3月25日 | 每周六上午11:00 | 首更2集 |

## 配音員
- 罗辑：马正阳 配音
- 史强：范哲琛 配音
- 庄颜：段艺璇 配音
- 埃琳娜：段艺璇 配音
- 汪淼：赵成晨 配音
- 丁仪：赵成晨 配音
- 叶文洁：杨晨 配音

## 集數
| 集數 | 標題         | 上線日期       |
| --- | ------------ | -------------- |
| 1 | 意義之塔     | 2022年12月10日 |
| 古筝计划在巴拿马运河执行，ETO伊文斯死亡；三体人利用智子干扰地球人的科学实验；墨子得到诛杀罗辑的命令。 |              |                |
| 2 | 遙遠的射手   | 2022年12月10日 |
| 高能粒子对撞实验在三体人智子的干扰下无果，丁仪强行启动对撞机超频运作，实验依然失败，人类科学宣布死亡；史强带罗辑躲避ETO追杀，前往未知地点。 |              |                |
| 3 | 凡爾納島     | 2022年12月17日 |
| 人类科学被智子锁死，转而利用智子无法监视人类思维的弱点，启动面壁者计划；ETO残部开始集结；弗里德里克·泰勒，比尔·希恩斯，曼努尔·雷迪亚兹、罗辑四人来到PDC总部凡尔纳岛。 |              |                |
| 4 | 光锥之内     | 2022年12月24日 |
| 罗辑在联合国大会上被宣布为四位面壁者之一，在当众声明拒绝面壁者的一切权力和使命后，罗辑拒绝提供给面壁者的安保措施并逃离联大现场，却在联大广场的“铸剑为犁”巨像前遭到ETO刺客刺杀。 |              |                |
| 5 | 對面壁者的笑 | 2022年12月31日 |
| ETO选拔出了针对罗辑之外的面壁者的破壁者。众人把罗辑的声明认定为罗辑是合格面壁者的标志；在医院苏醒的罗辑看到相关报道，到萨伊面前质问她为何要选自己为面壁者。 |              |                |
| 6 | 温和的轭     | 2023年1月7日   |
| 意识到面壁者的权力的罗辑，索性享受起来。罗辑托PDC寻找到了一栋与世隔绝的雪山环抱的庄园并住了下来，想起了自己的梦中情人并托PDC寻找。面壁人希恩斯在自己的家中和妻子讨论出了通过人类大脑进化打败三体人的计划。 |              |                |
| 7 | 晚霞的眼睛   | 2023年1月14日  |
| 面壁人泰勒前往实验设施，进行激发态宏电子轰击实验。PDC为罗辑找到了他的梦中情人庄颜，是一名艺术系大学毕业生。为了迎接这位梦中情人，罗辑在自己的别墅中准备起来，慌乱得手足无措。 |              |                |
| 8 | 最高的重视   | 2023年1月21日  |
| 泰勒希望丁仪加入太空实验却被拒绝。雷迪亚兹带领持枪护卫进入机密级核武实验室，要求实验人员制造一个两亿吨级的核弹，被告知其模型与恒星等同后见到日出而患上恐日症。为了等待计算机算力发展，雷迪亚兹和希恩斯打算一起进入冬眠。罗辑陪庄颜漫游世界各地，出了很多糗。                                                             |              |                |
| 9 | 宇宙童話     | 2023年1月28日  |
| 罗辑扔下大史，和庄颜乘太空电梯“天梯”到高空中转站游览，告诉庄颜她的工作是让自己幸福快乐，但是庄颜因自责而拒绝。泰勒进入太空进行球状闪电实验。有一个人入侵了泰勒所在空间站的计算机，在实验人员宣布实验成功时到泰勒面前表明破壁人身份。大史乘货运太空电梯追赶罗辑，与去往泰勒所在的中转站的飞船班次冲突，在低空中转站耽搁。 |              |                |
| 10 | 螢火蟲之死   | 2023年2月4日   |
| 破壁人冯·诺依曼在泰勒面前揭露了泰勒想在末日之战用球状闪电杀死己方太空军，打造一支对抗三体人的量子幽灵部队的真实企图。同时破壁人篡改了回收球状闪电飞船的程序，使罗辑所在的中转站受到严重撞击。 |              |                |
| 11 | 褐蚁之墓     | 2023年2月11日  |
| PDC向公众隐瞒了太空电梯的受损情况。泰勒被破壁之后承认破壁者所言为真，但是其他人都以为是谎言，是面壁计划的一部分；PDC最终也没有判定他犯反人类罪。泰勒去罗辑的庄园面见罗辑并吐露想法，发现罗辑也展现出“对面壁者的笑”，为了摆脱这种循环，最终开枪自杀。雷迪亚兹和希恩斯都进入了冬眠状态。                                   |              |                |
| 12 | 基本图景     | 2023年3月4日   |
| 球状闪电重创太空电梯，其宏观量子效应形成了一个巨大的量子体，具有对人体的特定引力，另外导致通讯被中断，幸存者也会因为离量子体太近而量子化，若不加控制其影响范围还会扩大到地球上。罗辑和庄颜被困在高空中转站，庄颜拒绝了罗辑用仅有的逃生舱让她逃生的方案，一同面对灾难。                                                   |              |                |
| 13 | 宇宙闪烁     | 2023年3月11日  |
| 利用球状闪电与电子共有的特性，丁仪、大史等人设计了启动更高空的核电站磁约束量子体的救援方案。量子体的扩张速度很快，仅剩几个小时的时间进行救援。罗辑用反射光传递的摩斯电码与救援者沟通，和庄颜穿着舱外服借助引力弹弓效应到达计划中的位置。                                                                                 |              |                |
| 14 | 坍缩         | 2023年3月18日  |
| 罗辑和庄颜到达中轴控制中枢之后，发现备用电源不足以使纳米丝释放。为保证电源供应，罗辑先启动了核电站，但是由于纳米丝轮机室出现故障，核电站无法继续上升。罗辑试图前往轮机室排查故障，但是路被挡住了。 |              |                |
| 15 | 永恒的篝火   | 2023年3月25日  |
| 罗辑在宇航服能源即将耗尽的时候解决了故障，让核电站继续约束量子体上升。但受到量子体引力影响，罗辑掉入了量子体的概率低密度层，进入了梦境中。在庄颜的呼唤下，罗辑清醒过来，得到了大史一行人的救援。 |              |                |

## 歌曲
| 曲序 | 曲目             |      | 作曲   | 编曲          | 演唱   |
| ---- | ---------------- | ---- | ------ | ------------- | ------ |
| 1.   | 面壁者（主题曲） | 木一 | Sihan  | Sihan、邓紫棋 | 邓紫棋 |
| 2.   | 光锥（片头曲）   |      | 杨秉音 |               | 张楚琰 |

## 制作与发行
2019年6月26日，bilibili十周年庆典活动上，艺画开天的创始人阮瑞正式宣布《三体》动画化。2019年11月17日，发布正式预告片；2021年11月20日，发布第二支预告片。动画原定2021年上映，后延至2022年發行。原作者刘慈欣也受邀参加庆典活动，并对《三体》动画给予极高的赞扬。动画制作组依改编部分最初制定了三种拍摄计划，最终采纳了围绕《三体II：黑暗森林》重点内容展开的方案。为突出以中国内容为主的设定，动画在语言和场景上模糊了国别之分，并通过通过动画师手K关键帧的方式制作人物面部表演。
动画在2022年10月30日的发布会上定于同年12月3日在bilibili播出，但因中華人民共和國前最高領導人江泽民去世而延期至2022年12月10日，首播兩集。2023年2月16日，动画宣布暂停更新至3月4日，但未透露延期原因。

## 反響
《三體》開播三天後，播放量超過1.3億人次。動畫在觀眾間口碑好壞兩極分化，开播4天后，在豆瓣上31,000人评分为7.0分（满分10分）
；第六集播出后，豆瓣评分一度下跌至4.9；至第11集跌至4分，近15万人参与评分。而在B站，评分在开播第一天便跌至8.2分，并且后续即使评分人数不断增加，评分结果依然不变，相当多观众认为这是B站在"锁分"，并嘲讽为"评分不变的恒纪元"。《文汇报》称赞动画的“古筝行动”片段视觉效果震撼，编排巧妙，针对动画直接引入原著第二部内容的做法，总制片人张圣晏认为原著第二部冲突更多、节奏较快，“相对更适合影视化、动画化”。但諸多观众批評動畫的建模粗糙、对原著改编生硬、重画面表达而轻叙事逻辑和深度以及过分植入企业广告等。影评人林品在电影频道的《今日影评》节目上批评本作完成度不及艺画开天之前的作品《灵笼》，故事改编不及《我的三体》，重场面轻文戏导致科幻设定解释和人物塑造十分薄弱，而动作场面本身又缺乏想象力。儘管口碑褒貶不一，但持有版權的遊族網絡已達成協議的合作收益達6億人民幣。

## 争议

### 编剧署名纠纷
动画开播后，编剧李亚玲在微博上为参与本作签约编剧的顾奕鸣不平，称实际负责编剧工作的顾奕在职员表中仅排第八位，并称像顾奕这样的独立编剧未与制作公司签全经纪约，难以保护自身权益。对此，艺画开天表示受疫情影响暂时不便回应。